# Matthew Rhys
Matthew Rhys, ursprungligen Matthew Rhys Evans, född 8 november 1974 i Cardiff, är en walesisk skådespelare.
Rhys är utbildad vid the Royal Academy of Dramatic Art (RADA) i London och fick sitt genombrott som skådespelare på teaterscenen i Londons West End då han spelade Benjamin Braddock mot Kathleen Turners Mrs. Robinson i en teateruppsättning av Mandomsprovet år 2000. I Sverige känns han bland annat igen som Edward Malone i miniserien En försvunnen värld (2001), som Phillip Jennings i The Americans (2013-2018) samt som Kevin Walker i TV-serien Brothers & Sisters.  

## Filmografi i urval
- 1998 – Elizabeth
- 1999 – Whatever Happened to Harold Smith?
- 1999 – Titus
- 2001 – En försvunnen värld (Miniserie)
- 2002 – The Abduction Club
- 2002 – Deathwatch
- 2006 – Fakers
- 2006 – Love and Other Disasters
- 2006–2011 – Brothers & Sisters (TV-serie)
- 2010 – Patagonia
- 2012 – The Mystery of Edwin Drood
- 2013–2018 – The Americans (TV-serie)
- 2018 – Mowgli: Legend of the Jungle
- 2020 – Perry Mason (TV-serie)
- 2020–2023 – Ugglehuset (TV-serie) (röst)
- 2023 – Extrapolations (TV-serie)
- 2023 – Cocaine Bear
- 2024 – Saturday Night